# توماس سبالدينغ
توماس سبالدينغ هو سياسي أمريكي، ولد في 25 مارس 1774 في سانت سيمونز ‏ في الولايات المتحدة، وتوفي في 5 يناير 1851 في دارين في الولايات المتحدة. انتخب عضو مجلس نواب جورجيا ‏ وانتخب عضو مجلس النواب الأمريكي ‏.